# Jakob Philipp Fallmerayer
Jakob Philipp Fallmerayer (Pairdorf [ma Bressanone része], Dél-Tirol, 1790. december 10. – München, 1861. április 25.) osztrák orientalista, publicista.

## Élete
Szülei a napszámos Johann Fallmerayer és felesége Maria Klammer voltak. Karl Franz von Lodron brixeni püspök támogatásával ösztöndíjat nyert, amivel nem csak a középiskolát tudta elvégezni, hanem a landshuti egyetemen továbbtanulhatott. Átfogó bölcsészeti képzés után Fallmerayer a salzburgi egyetemre ment át, hogy ott Albert Nagnzaunnál a keleti nyelveket tanulmányozza. 23 évesen befejezte tanulmányait és 1813-ban belépett a bajor hadseregbe. A Franciaországgal vívott háború után a Boden-tó melletti Lindauban telepedett meg és magántanárként tevékenykedett. 1818-ban tanári állást kapott egy augsburgi, három év múltán egy landshuti gimnáziumban.
1826-ban Fallmerayert meghívták a müncheni egyetemre a filológia és egyetemes történelem professzorának és ebben a pozícióban maradt egészen 1848-ig. Ebben az időszakban született sokat vitatott műve, a „Geschichte des Kaisertums in Trapezunt“ (1827), amellyel folytatta és új forrásokkal egészítette ki Pehr Afzelius „Imperii Trapezuntini Historia“ című munkáját. Ezért a munkájáért elnyerte a Dán Királyi Tudományakadémia elismerését és díját. Georg Anton Friedrich Ast ókortudós közvetítésével megismerkedett Alekszandr Ivanovics Osztermann-Tolsztoj orosz tábornokkal, és 1831–1834 között elkísérte görögországi és elő-ázsiai kutatóútjára.
1834-ben Fallmeayer visszatért Münchenbe, de nem tudott állami szolgálatba lépni, mert tudományos nézetei már nem egyeztek meg az általánosan elfogadottal. Saját bevallása szerint nagy vigaszt jelentett számára, hogy 1835-ben a Bajor Tudományakadémia tagjává választotta. A megélhetése végett Fallmerayer ismét magántanárként tevékenykedett és külső munkatársként közreműködött az Augsburger Allgemeine Zeitungnál. Cikkei politikai tárgyúak, illetve Görögországgal és Elő-Ázsiával foglalkoztak. Figyelmeztetett az orosz veszélyre, amelyet az orosz cárok világuralmi törekvéseiben látott. 1840–1842 és 1847–1848 több utazást tett a Közel-Keleten, amelyeket újságírói munkájából finanszírozott.
1848. május 18. és 1849. június 18. között a frankfurti parlament képviselője volt. Noha Fallmerayer csak passzívan viselte ezt a tisztséget, a politikai tevékenysége miatt elbocsátották professzori állásából.

## Jelentősége
Fallmerayer elsősorban az etnogeográfiai munkáival vált ismertté. 1830-ban tette közzé azt a nagyon vitatott elméletét, amely szerint az ókori görögök a középkorban kihaltak, és a helyüket hellenizált szlávok és albánok foglalták el. Tudományos szempontból a legjelentősebb műve A Trapezunti Császárság története (Geschichte des Kaiserthums Trapezunt), amely Fallmerayer kutatásai előtt gyakorlatilag ismeretlen volt.
Németországban pánszlávista propagandával vádolták. Néprajzi munkáit utóbb a nemzetiszocialisták a balkáni politikájuk propagálására használták fel. Fallmerayer etnológiai nézeteit nemcsak emiatt nem képviseli ma senki; csak tisztán földrajzi tárgyú műveit adják ki.

## Fallmerayers elmélete a mai görögök etnogeneziséről
Az 1830-ban kiadott Geschichte der Halbinsel Morea während des Mittelalters (A Peloponnészosz története a középkorban) vitákat váltott ki. Ebben posztulálta az egységes hellén etnikum meglétét az ókori Görögországban, és a szláv illetve albán helynevek, valamint a már korábban is vitatott Monemvasziai krónika alapján azt az elméletet állította fel, amely szerint az ókori görögök a középkorban teljesen kipusztultak. Azzal a következtetéssel, hogy a korabeli görögök valójában hellenizált szlávok, Fallmerayer egyaránt felbőszítette a nyugat-európai hellénbarátokat és a görög hazafiakat. A legvitatottabb téziseit csupán 1980-ban fordították le görög nyelvre. A 19. századi görög tudósok, különösen Konstantin Paparrigopulosz és Konstantin Szatasz a görög kultúra folytonosságát hangsúlyozták. Fallmerayerrel szemben Szatasz azt a manapság szintén vitatott nézetet képviselte, hogy a Peloponnészoszon a középkorban egyáltalán nem léteztek szlávok. (Documents inédits relatifs à l'histoire de la Grèce au moyen âge, I, Paris 1880-88).
Fallmerayer utóbb módosította az elméletét az 1845-ben kiadott Fragmente aus dem Orient című művében. Ebben Fallmerayer elismerte a Fekete-tenger melletti görögök folytonosságát a középkorban. Noha csalódott volt, hogy sem lelt fel olyanokat, akik megfeleltek volna a művelt görög bizánciakról alkotott képének, ennek ellenére bizánci görögöknek nevezte őket.

## Nyelvtudása
Jakob Philipp Fallmerayer a következő nyelveket ismerte illetve tanulmányozta: albán, angol, arab, francia, héber, latin, ógörög, olasz, orosz, perzsa, spanyol, szerb, török, újgörög.

## Művei
- Das albanische Element in Griechenland
- Fragmente aus dem Orient (1845)
- Geschichte der Halbinsel Morea (1830)
- Die Geschichte des Kaisertums von Trapezunt (1827)
- Der Heilige Berg Athos Neuausgabe: Edition Raetia, Bozen 2002, ISBN 978-88-7283-174-8
- Neue Fragmente aus dem Orient (1861)

## Fordítás
- Ez a szócikk részben vagy egészben a Jakob Philipp Fallmerayer című német Wikipédia-szócikk ezen változatának fordításán alapul.  Az eredeti cikk szerkesztőit annak laptörténete sorolja fel. Ez a jelzés csupán a megfogalmazás eredetét és a szerzői jogokat jelzi, nem szolgál a cikkben szereplő információk forrásmegjelöléseként.

## A német cikk forrásai
- Steub.: Fallmerayer, Jakob Philipp. In: Allgemeine Deutsche Biographie (ADB). Band 6. Duncker & Humblot, Leipzig, 1877, S. 558–566.
- Arnulf Kollautz: Jakob Philipp Fallmerayer. In: Neue Deutsche Biographie (NDB). Band 5. Duncker & Humblot, Berlin, 1961, S. 19 f.
- Gustav Auernheimer: Fallmerayer, Huntington und die Diskussion um die neugriechische Identität. In: Südost-Europa 47. Jg. (1998), S. 1-17
- Franz Borkenau: Ende und Anfang. Von den Generationen der Hochkulturen und von der Entstehung des Abendlandes. Klett-Cotta, Stuttgart, 1991 ISBN 3-608-93032-9 (darin Untersuchung zur Slawisierung der neugriechischen Sprache)
- Ernst Feigl: Die Kurden. Geschichte und Schicksal eines Volkes. Universitas-Verlag, München, 1995, ISBN 3-8004-1322-1
- Michael Grünbart:Die Briefe von und an Jakob Philipp Fallmerayer. Wien, 2001
- William Leake: Researches in Greece. Booth, London, 1814
- Franz G. Maier (Hrsg.): Byzanz (Weltbild Weltgeschichte; Bd. 13). Weltbild-Verlag, Augsburg, 1998, ISBN 3-8289-0400-9
- Herbert Seidler: Jakob Philipp Fallmerayers geistige Entwicklung. Ein Beitrag zur deutschen Geistesgeschichte des 19. Jahrhunderts. Verl. der Bayerischen Akad. der Wiss., München 1947. (Abhandlungen der Bayerischen Akademie der Wissenschaften, Philosophisch-Historische Klasse : N.F.; 26)
- S. D. Skaskin: Chrestomathie zur Geschichte des Mittelalters, Band 1, Moskau, 1961
- Nikolas Wenturis: Kritische Bemerkungen zu der Diskussion um die neugriechische Identität am Beispiel Fallmerayer, Huntington und Auernheimer. In: Südost-Europa 49. Jg. (2000), S. 308-324 (oder als Veröffentlichung der Griechischen Botschaft in Deutschland)
- Dimitris Michalopoulos: The true story of the Fallmerayer issue. In: Parnassos, 48, S.215-236.
- Helmut Gritsch: Jakob Philipp Fallmerayer und Maximilian II von Bayern. In: Schlern-Schriften; 292. 1993
- Theodor Heuss: Jakob Philipp Fallmerayer, in: Ders.: Schattenbeschwörung. Randfiguren der Geschichte. Wunderlich, Stuttgart/Tübingen, 1947; Klöpfer und Meyer, Tübingen, 1999, ISBN 3-931402-52-5